# Szamszi-Adad II
Szamszi-Adad II (akad. Šamšī-Adad, tłum. „Słońcem moim jest bóg Adad”) – władca Asyrii, syn i następca Eriszuma III; według Asyryjskiej listy królów panować miał przez 6 lat. Jego rządy datowane są na lata 1585–1580 p.n.e.
Nie są znane żadne inskrypcje królewskie tego władcy. Synchronistyczna lista królów określa go jako współczesnego ośmiu wczesnym władcom kasyckim (Agumowi I i jego następcom).